# Esclavitud entre los nativos americanos en Estados Unidos

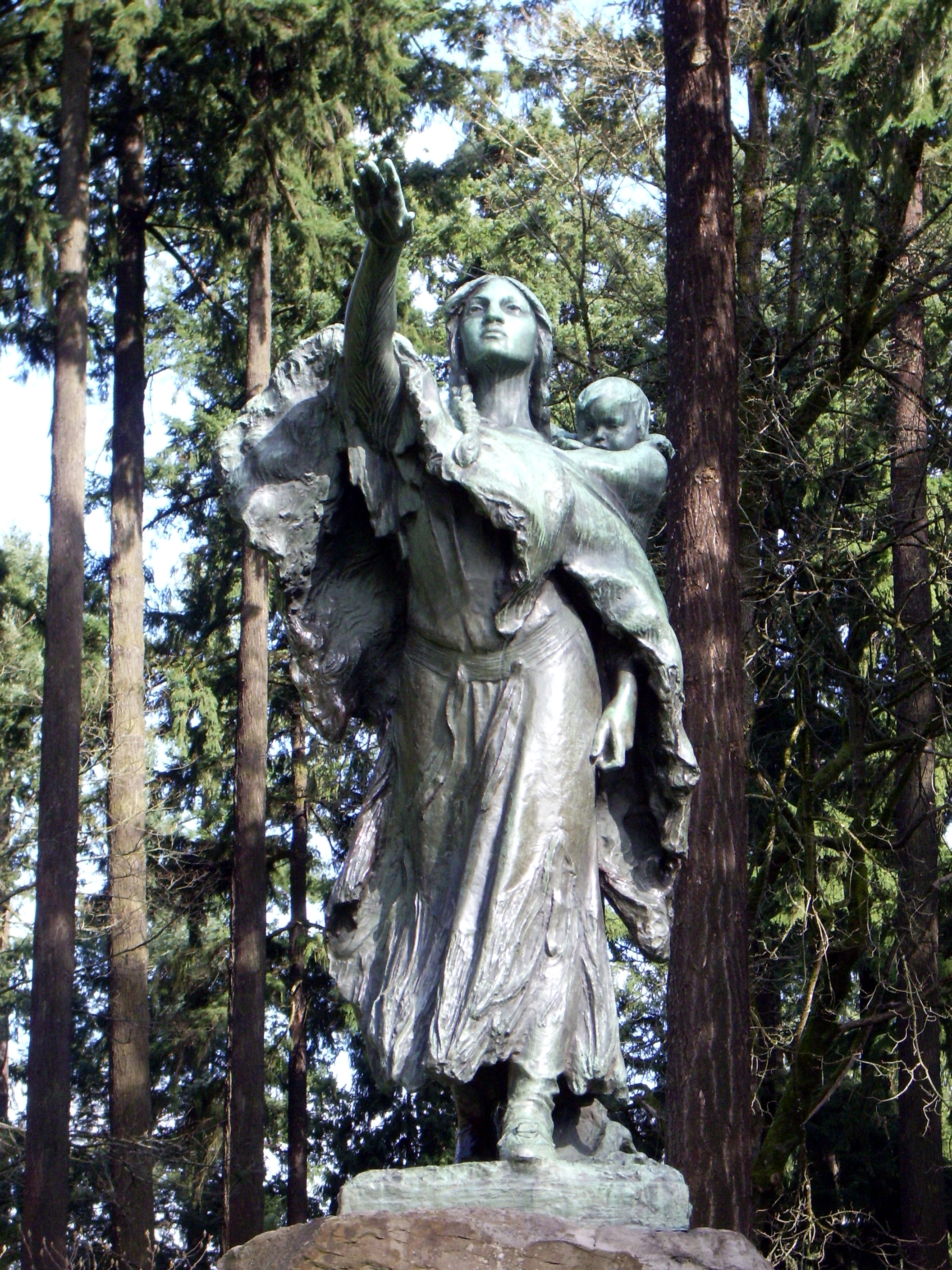
Estatua que representa a Sacagawea (c. 1788–1812), una shoshón cautiva por los Hidatsas y después vendida a Toussaint Charbonneau.

La Esclavitud entre los nativos americanos en Estados Unidos incluye la esclavitud de los nativos estadounidenses, así como la esclavitud por los indígenas americanos en los territorios de los presentes Estados Unidos. Los territorios tribales y la trata de esclavos se extendieron a lo largo de las fronteras actuales. Algunas tribus nativas tenían cautivos de guerra como esclavos antes y durante la colonización europea, algunos nativos americanos fueron capturados y vendidos por otros indígenas en calidad de esclavos a europeos, y un número de tribus, a fines del siglo XVIII y XIX, adoptaron la práctica de esclavizar a otros como bienes muebles y tenían cada vez más esclavos afroestadounidenses y ocasionalmente algún europeo.
Las formas de esclavitud previas al contacto eran generalmente distintas de la forma de esclavitud desarrollada por los europeos en América del Norte durante el período colonial. La influencia europea cambió en gran medida la esclavitud utilizada por los nativos estadounidenses. Mientras atacaban a otras tribus para capturar esclavos para venderlos a los europeos, caían en guerras destructivas entre ellos y contra los europeos.

## Esclavitud entre los nativos
Muchas tribus indígenas practicaron alguna forma de esclavitud antes de la introducción europea de la esclavitud africana en América del Norte.
En la guerra, las tribus nativas a menudo esclavizaban a los derrotados, a quienes usaban principalmente para trabajos a pequeña escala; en la paz, el juego de apuestas podía conducir a la esclavitud.  Los hijos de los esclavos podían heredar la condición de esclavitud.  Entre algunas tribus, hasta la cuarta parte de su población podía consistir de esclavos.  Otros, sin embargo, fueron utilizados en el sacrificio ritual, usualmente involucrando tortura como parte de ritos religiosos, y estos a veces involucraban el canibalismo ritual.
Hubo varias diferencias entre la esclavitud tal como se practicaba en la era precolonial entre los nativos americanos y la esclavitud practicada por los europeos después de la colonización. Mientras que los europeos finalmente consideraron a los esclavos afrodescendientes como racialmente inferiores, los nativos americanos tomaron esclavos de otros grupos de nativos americanos, y por lo tanto no tenían la misma ideología racial para su esclavitud. Sin embargo, se podía considerar a los esclavos nativos como étnicamente inferiores. Otra diferencia era que los nativos no compraban ni vendían cautivos en la época precolonial, aunque a veces intercambiaban individuos esclavizados con otras tribus para rescatar a sus propios miembros. En algunos casos, a los esclavos indígenas se les permitió vivir en los márgenes de la sociedad nativa americana hasta que se integraron lentamente en la tribu. La palabra «esclavo» puede no aplicarse con precisión a esas personas cautivas.
Las formas en que se trató a los cautivos difirieron ampliamente entre los grupos de nativos americanos. Los cautivos podrían ser esclavizados de por vida, asesinados o adoptados. En algunos casos, únicamente fueron adoptados después de un período de esclavitud. Por ejemplo, los pueblos iroqueses a menudo adoptaron cautivos, pero por razones religiosas había un procesos, y muchas temporadas en que tales adopciones se retrasaban hasta las temporadas espirituales adecuadas.
En muchos casos, nuevas tribus adoptaron cautivos para reemplazar guerreros muertos durante una redada. Los cautivos guerreros a veces eran sometidos a mutilaciones rituales o torturas que podían terminar en la muerte como parte de un ritual de duelo espiritual por parientes muertos en la batalla. Los adoptados, irónicamente, debían ocupar los roles económicos, militares y familiares de los seres queridos fallecidos, encajar en la situación social de los parientes muertos y mantener el poder espiritual de la tribu.

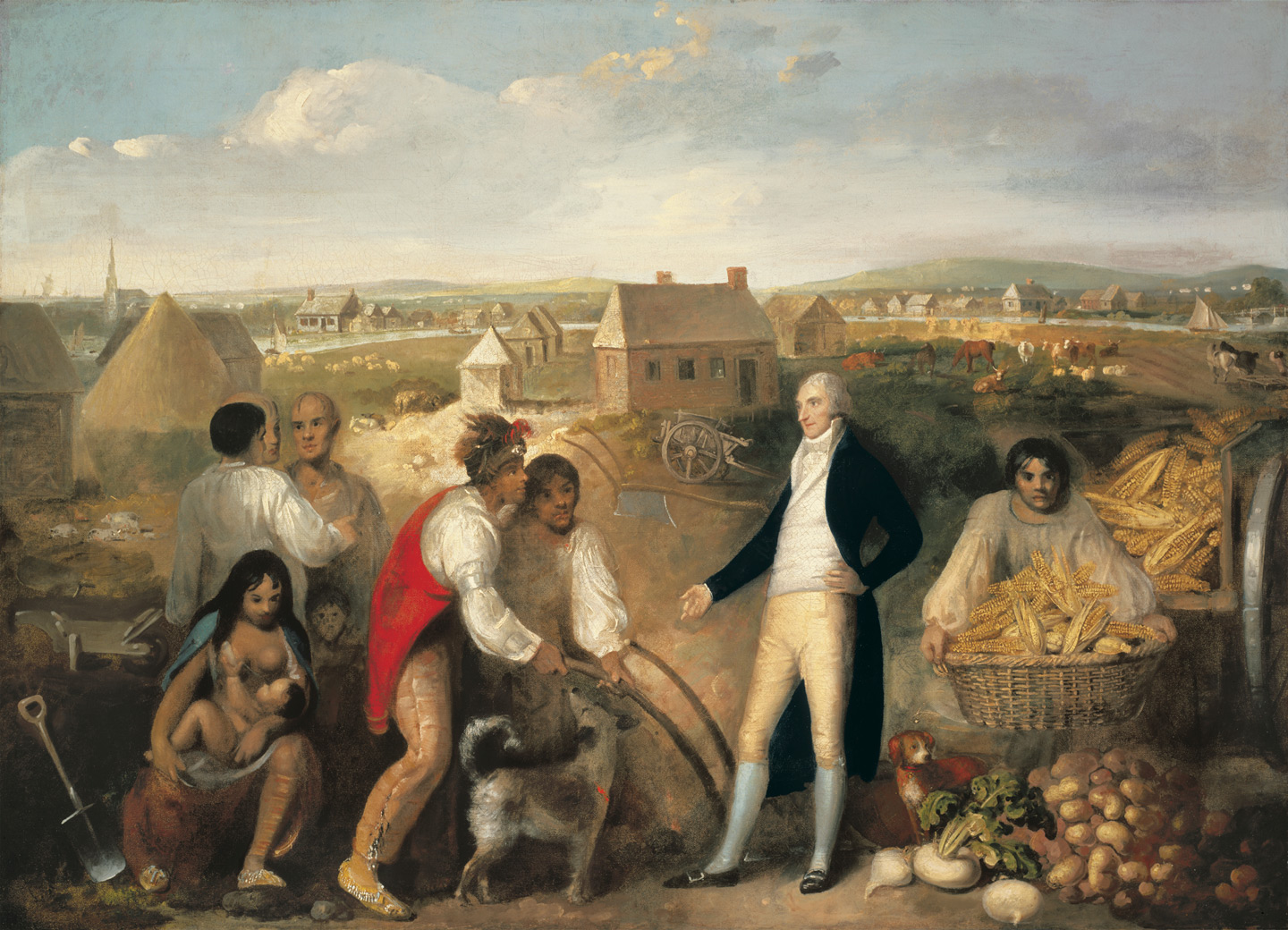
Retrato de Benjamin Hawkins con un grupo de los Creek, en una plantación de Georgia.

Las personas capturadas a veces se les permitía asimilar a la tribu, y más tarde producirían una familia dentro de la tribu. Los Creek, que se involucraron en esta práctica y tenían un sistema matrilineal, trataron a los niños nacidos de esclavos y las mujeres Creek, como miembros plenos de los clanes de sus madres y de la tribu, ya que la propiedad y el liderazgo hereditario pasaban por la línea materna. Los niños no tenían el estado de esclavo. En las prácticas culturales de los pueblos iroqueses, también enraizados en un sistema matrilineal con hombres y mujeres con el mismo valor, cualquier niño tendría el estatus determinado por el clan de la mujer. Más típicamente, las tribus llevaban cautivas a mujeres y niños para su adopción, ya que tendían a adaptarse más fácilmente a nuevas formas.
Algunas tribus tenían cautivos como rehenes por un pago. Varias tribus también practicaron la esclavitud de la deuda o impusieron la esclavitud a los miembros de la tribu que habían cometido crímenes; el estado tribal completo se restablecería cuando los esclavos cumplieran sus obligaciones con la sociedad tribal. Otras tribus propietarias de esclavos de América del Norte incluyen a los Comanche de Texas, los Creek de Georgia; las sociedades de pesca, como los yurok, que vivía en el norte de California; los pawnee y los klamath.
Cuando los europeos hicieron contacto con los nativos, comenzaron a participar en el comercio de esclavos. Los nativos americanos, en sus encuentros iniciales con los europeos, intentaron utilizar a sus cautivos de las tribus enemigas como un «método de jugar una tribu contra otra» en un juego fracasado de dividir y conquistar.  En los siglos XVII y XIX, las tribus ecuestres de indígenas, notablemente los apaches y los utes, controlaban la mayor parte del tráfico de esclavos indígenas, que vendían a españoles, mejicanos, y anglosajones.
Los Haida y Tlingit que vivían en la costa sureste de Alaska eran tradicionalmente conocidos como guerreros feroces y traficantes de esclavos, atacando hasta California.  En su sociedad, la esclavitud era hereditaria después de que los esclavos hubieran sido tomados como prisioneros de guerra. Entre algunas tribus de la costa noroeste, hasta un cuarto de su población eran esclavos.
En la Florida, los indígenas esclavizaron europeos ya desde el s. XVI.  En el noroeste, tribus indígenas como los Nutca esclavizaron blancos europeos hasta el s. xix.

## Esclavitud europea de los nativos americanos
Se desconoce el número exacto de nativos americanos que fueron esclavizados porque las estadísticas vitales y los informes censales fueron, en el mejor de los casos, infrecuentes. Andrés Reséndez estima que entre 147,000 y 340,000 nativos americanos fueron esclavizados en América del Norte, excluyendo México. Estimaciones de Linford Fisher de 2,5 a 5,5 millones de nativos esclavizados en toda América. A pesar de que los registros se volvieron más confiables en el último período colonial, los esclavos nativos americanos recibieron poca o ninguna mención, o fueron clasificados con esclavos africanos sin distinción. Por ejemplo, en el caso de «Sarah Chauqum of Rhode Island», su maestro la incluyó como mulata en el boleto de venta a Edward Robinson, pero ella ganó su libertad al afirmar su identidad narragansett.
Poco se sabe sobre los nativos americanos que fueron forzados a trabajar.  Dos mitos han complicado la historia de la esclavitud de los nativos americanos: que los nativos americanos eran indeseables como sirvientes, y que fueron exterminados o expulsados después de la Guerra del rey Felipe.  El estado legal preciso para algunos nativos americanos es a veces difícil de establecer, ya que la servidumbre involuntaria y la esclavitud fueron mal definidas en la América británica del siglo XVII. Algunos maestros afirmaron la propiedad de los hijos de los sirvientes nativos americanos, tratando de convertirlos en esclavos. La singularidad histórica de la esclavitud en Estados Unidos es que los colonos europeos trazaron una línea rígida entre los iniciados, «personas como ellos mismos que nunca podrían ser esclavizados», y forasteros no blancos, «en su mayoría africanos y nativos americanos que podrían ser esclavizados». Una característica única entre nativos y colonos fue que los colonos afirmaron gradualmente la soberanía sobre los habitantes nativos  durante el siglo XVII, irónicamente transformándolos en sujetos con derechos y privilegios colectivos que los africanos no podían disfrutar.  Las Indias Occidentales se desarrollaron como sociedades de plantaciones antes de la región de la bahía de Chesapeake y tenían una demanda de mano de obra.
En algunos casos, los tribunales sirvieron como conductos para la esclavización de los indios, como lo demuestra la esclavización del hombre hopi Juan Suñi en 1659 por un tribunal en Santa Fe por robo de alimentos y adornos de la mansión del gobernador. En el este, los nativos americanos se registraron como esclavos.
Los esclavos en el territorio indio de los Estados Unidos se utilizaron para muchos fines, desde el trabajo en las plantaciones del este hasta guías en el desierto, para trabajar en los desiertos del oeste o como soldados en guerras. Los esclavos nativos americanos sufrieron enfermedades europeas y trato inhumano, y muchos murieron en cautiverio.

### Trata india de esclavos
Los colonos europeos causaron un cambio en la esclavitud de los nativos americanos, ya que crearon un nuevo mercado de demanda para cautivos conseguidos en redadas. Especialmente en las colonias del sur, inicialmente desarrolladas para la explotación de recursos en lugar de asentamientos, los colonos compraron o capturaron nativos americanos para ser utilizados como trabajo forzado en el cultivo de tabaco y, en el siglo XVIII, arroz e índigo. Para adquirir bienes comerciales, los nativos americanos comenzaron a vender cautivos de guerra a los blancos en lugar de integrarlos en sus propias sociedades. Los productos comerciados, como hachas, calderas de bronce, ron caribeño, joyas europeas, agujas y tijeras, variaban entre las tribus, pero los más apreciados eran los rifles. Los ingleses copiaron de los españoles y de los portugueses: vieron la esclavización de africanos y nativos americanos como una institución moral, legal y socialmente aceptable; una justificación para la esclavitud era la «guerra justa» que tomaba cautivos y utilizaba la esclavitud como alternativa a una sentencia de muerte. La huida de los esclavos nativos americanos era frecuente, porque tenían una mejor comprensión de la tierra, que los esclavos africanos no tenían. En consecuencia, los nativos que fueron capturados y vendidos como esclavos a menudo fueron enviados a las Indias Occidentales, o muy lejos de su hogar.

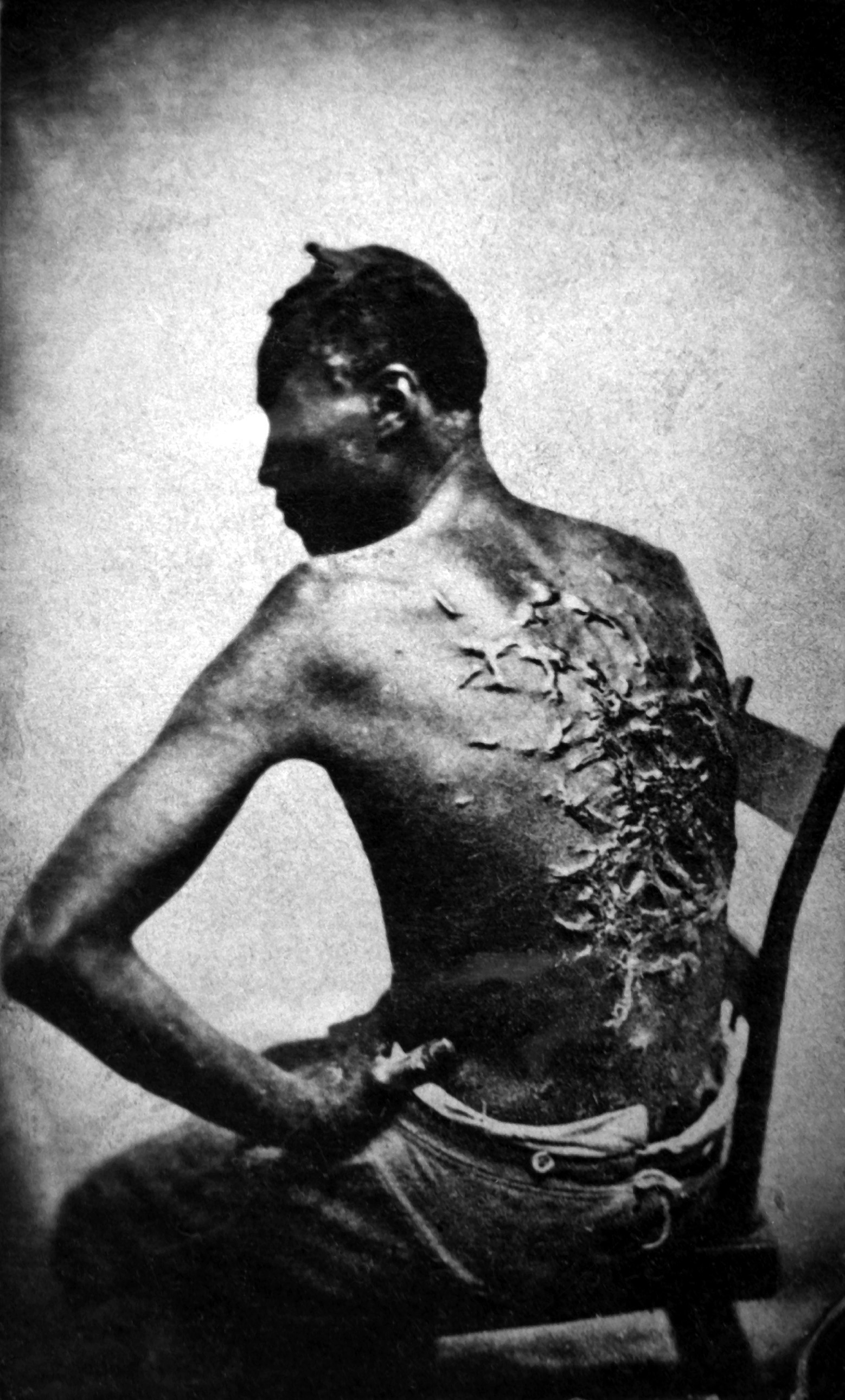
Peter, un esclavo de Misisipi, 1863. Las cicatrices son resultado de los azotes de su capataz.

El primer esclavo africano registrado se encuentra en Jamestown (Virginia). Antes de la servidumbre por contrato de 1630 era la forma dominante de esclavitud en las colonias, pero en 1636 solo los caucásicos podían recibir contratos legalmente como sirvientes contratados. El registro más antiguo conocido de un esclavo nativo americano permanente fue un hombre nativo de Massachusetts en 1636. En 1661 la esclavitud se había convertido en legal en todas las trece colonias. Virginia declararía más tarde que «indios, mulatos y negros serían bienes raíces», y en 1682 Nueva York prohibió a los esclavos africanos o amerindios abandonar el hogar o la plantación de su amo sin permiso. Los europeos también vieron la esclavización de los nativos americanos de manera diferente a la esclavitud de los africanos en algunos casos; la creencia de que los africanos eran «personas brutales» era dominante. Mientras que los africanos eran considerados salvajes, los nativos americanos eran idealizados como personas nobles que podían elevarse a la civilización cristiana.

### Nueva Inglaterra

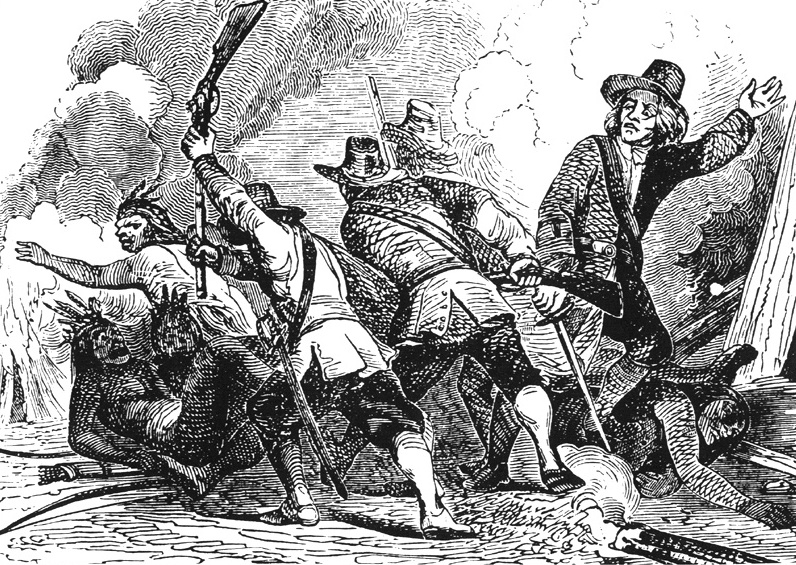
La masacre de los pequot resultó con la esclavización de algunos de los sobrevivientes por parte de los colonos ingleses.

La Guerra pequot de 1636 condujo a la esclavización de los cautivos de guerra y otros miembros de los pequot por parte de los europeos, casi inmediatamente después de la fundación de Connecticut como colonia. Los pequot se convirtieron así en una parte importante de la cultura de esclavitud de Nueva Inglaterra. La guerra Pequot fue devastadora: los niantic junto con los narragansett y los mohegan persuadieron a las tribus a ayudar a los colonos de Massachusetts, Connecticut y Plymouth a masacrar a los pequot, con al menos 700 de ellos asesinados. La mayoría de los pequot esclavizados eran mujeres y niños no combatientes, con registros judiciales que indicaban que la mayoría servían como esclavos de por vida. Algunos registros de la corte muestran generosidades sobre esclavos nativos fugados más de 10 años después de la guerra. Lo que ayudó todavía más a la trata de esclavos en toda Nueva Inglaterra y el Sur, fue que las diferentes tribus no se reconocieron como miembros de la misma raza, dividiendo a las tribus entre sí. Los chickasaw y westos, por ejemplo, vendieron indiscriminadamente a los cautivos de otras tribus para aumentar su poder político y económico.
Además, Rhode Island también participó en la esclavización de los nativos americanos, pero los registros son incompletos o inexistentes, lo que hace que se desconozca el número exacto de esclavos. Los gobiernos de Nueva Inglaterra prometieron el saqueo como parte de su pago, y comandantes como Israel Stoughton vieron el derecho a reclamar mujeres y niños nativos americanos como parte de su pago. Debido a la falta de documentos, únicamente se puede especular si los soldados exigieron a estos cautivos como esclavos sexuales o como sirvientes. Pocos líderes coloniales cuestionaron las políticas del tratamiento de los esclavos por parte de las colonias, pero Roger Williams, quien intentó mantener conexiones positivas con los narragansett, tuvo conflictos. Como cristiano, sintió que los asesinos indígenas identificables «merecían la muerte», pero condenó el asesinato de mujeres y niños indígenas, aunque la mayoría de sus críticas se mantuvieron en privado. Massachusetts originariamente mantuvo la paz con las tribus nativas americanas en la región, pero eso cambió, y la esclavización de los nativos americanos se hizo inevitable. Los periódicos de Boston mencionan a los esclavos escapados hasta 1750. En 1790 el informe del censo de Estados Unidos indicaba que el número de esclavos en el estado era de 6,001, con una proporción desconocida de nativos americanos, pero al menos 200 se citaron como mestizos indios (es decir, mitad africano). New Hampshire fue único: tenía muy pocos esclavos y mantuvo una postura un tanto pacífica con varias tribus durante la Guerra Pequot y la Guerra del rey Felipe. Los colonos del sur comenzaron a capturar y esclavizar a los nativos americanos para su venta y exportación a las «islas de azúcar», como la Jamaica inglesa así como a las colonias del norte. El comercio de esclavos nativo americano resultante devastó las poblaciones del sureste de los nativos americanos y transformó las relaciones tribales en toda esa zona. En los siglos XVII y XVIII, los ingleses en Charleston (en la moderna Carolina del Sur), los españoles en Florida y los franceses en Luisiana buscaban socios comerciales y aliados entre los nativos americanos ofreciendo productos tales como cuchillos de metal, hachas, armas de fuego y municiones, licor, perlas, telas y sombreros a cambio de pieles (pieles de venado) y esclavos nativos americanos.
Los comerciantes, los colonos de la frontera y los funcionarios del gobierno alentaron a los nativos americanos a guerrear entre sí, a cosechar los beneficios de los esclavos capturados en tales incursiones o para debilitar a las tribus en guerra. A partir de 1610, los comerciantes holandeses de Nuevos Países Bajos habían desarrollado un comercio lucrativo con los iroqueses. Los iroqueses dieron las pieles de castor holandesas; a cambio, los holandeses les dieron ropa, herramientas y armas de fuego, lo que les dio más poder que las tribus vecinas. El comercio permitió a los iroqueses tener campañas de guerra contra otras tribus, como los hurones, tionontati, conestoga, eries y shawnee. Los iroqueses también comenzaron a tomar cautivos de guerra y venderlos. El aumento del poder de los iroqueses, combinado con las enfermedades que los europeos trajeron sin saberlo, devastó a muchas tribus orientales.

### Sureste de Estados Unidos
Carolina, que originariamente incluía las actuales Carolina del Norte, Carolina del Sur y Georgia, era la única entre las colonias inglesas de Norteamérica donde los colonos consideraban que la esclavitud era esencial para su éxito. La esclavitud, especialmente de los nativos americanos, se permitió en el marco legislativo de la colonia con la creación de «códigos de esclavos» poco después de la creación de la colonia. Como esclavos, se esperaba que los nativos cazaran mientras los esclavos negros trabajaban en las plantaciones. A medida que el comercio con los indios continuó, también lo hizo la esclavitud de los nativos americanos; sin embargo, debido al creciente monopolio comercial en la colonia, algunos de los colonos, intentaban limitar la cantidad de comercio con los nativos. El cambio de política en Carolina se originó en el temor de que los esclavos fugados informaran a sus tribus, lo que resultaría en ataques todavía más devastadores contra las plantaciones. En diciembre de 1675, el gran consejo de Carolina creó una justificación escrita de la esclavización y venta de nativos americanos, alegando que aquellos que eran enemigos de las tribus con las que los ingleses se habían hecho amigos eran blancos, declarando que los esclavos no eran «indios inocentes». El consejo también afirmó que estaba dentro de los deseos de sus «aliados indios» tomar sus prisioneros y que los prisioneros estaban dispuestos a trabajar en el país o ser transportados a otro lugar.  El consejo usó esto para complacer a los propietarios, y para cumplir con la práctica de esclavizar en contra de sus deseos o ser transportado sin su propio consentimiento fuera de Carolina, aunque esto es lo que siguieron haciendo los colonos.
En Consejos rentables para ricos y pobres de John Norris (1712), recomendó comprar dieciocho mujeres nativas, quince hombres africanos y tres mujeres africanas. Los traficantes de esclavos preferían a los nativos americanos en cautiverio que tenían menos de dieciocho años, ya que se creía que eran más fáciles de entrenar para el nuevo trabajo. En el país de Illinois, los colonos franceses bautizaron a los esclavos nativos americanos que compraron para el trabajo, creyeron que era esencial convertir a los nativos americanos al catolicismo. Los registros bautismales de la iglesia tienen miles de entradas para esclavos indios. En las colonias orientales se convirtió en práctica común esclavizar a mujeres nativas americanas y hombres africanos con un crecimiento paralelo de esclavitud tanto para africanos como para nativos americanos. Esta práctica también dio lugar a una gran cantidad de uniones entre africanos y nativos americanos, siendo especialmente común en Carolina del Sur. Las mujeres nativas americanas eran más baratas de compra que los hombres nativos americanos o los africanos. Además, era más eficiente tener mujeres nativas porque eran trabajadoras calificadas, agricultoras primarias en sus comunidades. Durante esta era, no era raro que los avisos de recompensa en los periódicos coloniales mencionaran a los esclavos fugitivos que hablaban de africanos, nativos americanos y de una mezcla parcial entre ellos.
Muchos de los primeros trabajadores, incluidos los africanos, ingresaron a las colonias como sirvientes contratados y podrían ser libres después de pagar su propio rescate. La esclavitud se asoció con personas que no eran cristianas ni europeas. En una declaración de la Asamblea General de Virginia de 1705, se definieron y se pueden leer algunos términos.
A mediados del siglo XVIII, el gobernador colonial de Carolina del Sur James Glen comenzó a promover una política oficial que pretendía crear en los nativos americanos una «aversión» a los afroamericanos en un intento de frustrar posibles alianzas entre ellos. En 1758, James Glen escribió: «Siempre ha sido la política de este gobierno crear una aversión en los indios hacia los negros».
El dominio del comercio de esclavos nativos americanos duró solamente hasta alrededor de 1730, cuando dio lugar a una serie de guerras devastadoras entre las tribus. La trata de esclavos creó tensiones que no estaban presentes entre las diferentes tribus e incluso el abandono a gran escala de las patrias originales para escapar de las guerras y el comercio de esclavos. La mayoría de las guerras indias ocurrieron en el sur. Los westos originalmente vivían cerca del lago Erie en la década de 1640, pero se reubicaron para escapar del comercio de esclavos indio y las guerras de los iroqueses; revueltas diseñadas para repoblar sus tribus debido a la esclavitud europea y a un gran número de muertes debido a guerras y enfermedades. los westos finalmente se mudaron a Virginia y luego a Carolina del Sur para aprovechar las rutas comerciales, donde contribuyeron fuertemente a la creciente participación de las comunidades del sudeste de los indios americanos en la trata de esclavos india. El aumento del comercio de esclavos armados obligó a las otras tribus a participar o su negativa a participar en el comercio de la esclavitud significaba que se convertirían en objetivos de los esclavistas. Antes de 1700, la tribu Westosen de Carolina dominó gran parte del comercio de esclavos nativos americanos, esclavizando indiscriminadamente a los nativos de las tribus del sur; ganaron poder rápidamente pero los británicos y los propietarios de las plantaciones comenzaron a temerles ya que estaban bien armados con una gran cantidad de rifles a través de su poder en el comercio; sin remordimientos, de 1680 a 1682, los ingleses, aliados con los savannah, que detestaban que los westo controlaran el comercio, los aniquilaron matando a la mayoría de los hombres y vendiendo a la mayoría de las mujeres y niños que pudieron ser capturados. Como resultado, el grupo tribal westo fue completamente eliminado culturalmente; sus sobrevivientes fueron esparcidos o vendidos como esclavos en Antigua. Esos nativos americanos más cercanos a los asentamientos europeos asaltaron tribus más hacia el interior en búsqueda de esclavos para ser vendidos, especialmente a los británicos.
En respuesta, las tribus del sureste intensificaron sus guerras y cacerías, lo que desafió cada vez más sus razones tradicionales de caza o guerra.  El razonamiento tradicional para la guerra fue la venganza, no con fines de lucro. Las partes de la guerra chickasaw habían empujado a la tribu houmas más al sur, donde la tribu luchaba por encontrar la estabilidad. En 1704, la alianza chickasaw con los franceses se había debilitado y los británicos aprovecharon la oportunidad para aliarse con los chickasaw y les trajeron 12 esclavos taensa. En Misisipi y Tennessee, los chickasaw jugaron tanto contra los franceses como contra los británicos, y atacaron a los choctaw, que eran aliados tradicionales de los franceses, así como a los tunica y los taensa, estableciendo depósitos de esclavos en todos sus territorios. En 1705, los chickasaw activaron sus partidas de guerra de nuevo contra los choctaw de forma inesperada, ya que se había establecido una amistad entre las dos tribus; varias familias choctaw fueron llevadas al cautiverio, reavivando una guerra entre las dos tribus y terminando su lealtad. Una única incursión de los chickasaw en 1706 contra los choctaw produjo 300 cautivos nativos americanos para los ingleses. Las guerras entre ellos continuaron hasta principios del siglo XVIII con el peor incidente para los choctaw que ocurrió en 1711, ya que los británicos también atacaron a los choctaw simultáneamente, temiendo más, por ser aliados de los franceses.  Se estima que esta guerra mezclada con la esclavitud y las epidemias devastaron a los chickasaw, se cree que en 1685 su población era de más de 7.000, pero en 1715 era bajó a 4.000. A medida que las tribus del sur continuaron su participación en el comercio de esclavos, se involucraron más económicamente y comenzaron a acumular deudas significativas. Los yamasi acumularon una gran deuda en 1711 por el ron, pero la Asamblea General había votado para perdonar sus deudas, pero la tribu respondió declarando que se estaban preparando para la guerra para pagar sus deudas. El comercio de esclavos indio comenzó a afectar negativamente la organización social en muchas de las tribus del sur, particularmente en los roles de género en sus comunidades. A medida que los guerreros varones comenzaron a interactuar más con hombres coloniales y sociedades que eran fuertemente patriarcales, comenzaron a buscar cada vez más el control sobre los cautivos para comerciar con hombres europeos. Entre los cheroqui el debilitamiento del poder de las mujeres comenzó a crear tensiones entre sus comunidades, por ejemplo, los guerreros comenzaron a socavar el poder de las mujeres para determinar cuándo librar la guerra. En las sociedades cheroqui y de otras tribus, las «mujeres de guerra» y las «mujeres queridas» eran aquellas que habían demostrado su valía en la batalla y eran respetadas con privilegios para decidir qué hacer con los cautivos. Los incidentes llevaron a las mujeres en guerra a vestirse como comerciantes en un esfuerzo por obtener cautivos antes que los guerreros. Un patrón similar de relaciones amistosas y luego hostiles entre los ingleses y los nativos americanos siguió en las colonias del sudeste.
Por ejemplo, los creek, una confederación informal de muchos grupos diferentes que se habían unido para defenderse de los saqueos de esclavos, se aliaron con los ingleses y se mudaron con los apalaches en la Florida española, destruyéndolos como un grupo de personas en busca de esclavos. Estas redadas también destruyeron varias otras tribus de Florida, incluida la timucua. En 1685, los yamasi fueron persuadidos por los traficantes de esclavos escoceses para atacar a los timucuanos, el ataque fue devastador. La mayoría de los nativos americanos de la era colonial de Florida fueron asesinados, esclavizados o esparcidos. Se estima que las incursiones de los ingleses y los creek en Florida produjeron 4,000 esclavos nativos americanos entre 1700 y 1705. Unos años más tarde, los shawnee trataron a los chiroques  de manera similar.  En Carolina del Norte, los tuscarora, temiendo entre otras cosas que los ingleses planearan esclavizarlos y tomar sus tierras, atacaron a los ingleses en una guerra que duró de 1711 a 1713. En esta guerra, los blancos de Carolina, ayudado por los yamasi, vencieron por completo a los tuscarora, tomando a miles de cautivos como esclavos. Dentro de unos años, un destino similar cayó sobre los yuquis y los yamasi, que habían perdido el favor de los británicos. Los franceses armaron a la tribu natchez, que vivía en las orillas del Misisipi, y al Illinois contra los chickasaw. En 1729, los natchez, junto con una serie de esclavos y fugitivos africanos que vivían con ellos, se levantaron contra los franceses. Un ejército compuesto por soldados franceses, guerreros choctaw y esclavos africanos los derrotó. El comportamiento comercial de varias tribus también comenzó a cambiar volviendo a formas más tradicionales de adoptar cautivos de guerra en lugar de venderlos inmediatamente a los traficantes de esclavos blancos o retenerlos durante tres días antes de decidir venderlos o no. Esto se debió a las grandes pérdidas que muchas de las tribus estaban obteniendo en las numerosas guerras que continuaron a lo largo del siglo XVIII.
La combinación letal de la esclavitud, la enfermedad y la guerra redujo drásticamente las poblaciones libres del sur de los nativos americanos; se estima que las tribus del sur sumaron alrededor de 199,400 en 1685, pero disminuyeron a 90,100 en 1715. Las guerras indias de principios del siglo XVIII, combinadas con la creciente disponibilidad de esclavos africanos, terminaron esencialmente con la trata de esclavos nativos americanos hacia 1750. Numerosos traficantes de esclavos coloniales habían sido asesinados en la lucha, y los grupos nativos americanos restantes se unieron, más determinados a enfrentar a los europeos desde una posición de fortaleza en lugar de ser esclavizados. Aunque el comercio de esclavos en India terminó con la práctica de esclavizar a los nativos americanos continuó, los registros del 28 de junio de 1771 muestran que los niños nativos americanos eran mantenidos como esclavos en Long Island, Nueva York. Los nativos americanos también se habían casado mientras estaban esclavizados creando familias nativas y otras descendientes de africanos. La mención ocasional de esclavos nativos americanos huyendo, siendo comprados o vendidos junto con africanos en los periódicos se encuentra a lo largo de la época colonial posterior. Muchas de las tribus remanentes de nativos se unieron a confederaciones como los choctaw, creek y catawba para su protección, lo que las convirtió en víctimas menos fáciles de los esclavistas europeos. También hay muchos informes de antiguos esclavos que mencionan tener un padre o abuelo que era nativo o de ascendencia parcial.
Los registros y narrativas de esclavos obtenidos por la WPA (Administración de Progreso de Trabajos) indican claramente que la esclavización de los nativos americanos de Estados Unidos continuó en el siglo XIX principalmente a través de secuestros. Un ejemplo es una entrevista documentada de WPA de un antiguo esclavo Dennis Grant, cuya madre era nativa de sangre completa. Ella fue secuestrada cuando era niña cerca de Beaumont, Texas, en la década de 1850, e hizo esclava más tarde convirtiéndose en una esposa forzada de un esclavo. Los secuestros mostraron que incluso en la década de 1800 todavía se hacía poca distinción entre los afroestadounidenses y los nativos estadounidenses. Tanto los esclavos nativos estadounidenses como los afroestadounidenses corrían el riesgo de sufrir abusos sexuales por esclavistas y otros hombres blancos de poder.  Las presiones de la esclavitud también dieron paso a la creación de colonias de esclavos fugitivos y nativos estadounidenses que viven en Florida llamados Maroons.

### Esclavitud en el suroeste
Las autoridades coloniales locales en Las Californias organizaron sistemas de esclavitud para los nativos estadounidenses a través de misiones franciscanas, teóricamente con derecho a diez años de trabajo nativo, pero en la práctica manteniendo a sus esclavos en servidumbre perpetua hasta que el gobierno mexicano secularizó las misiones en 1833. Los colonos españoles y los nativos americanos vendieron o intercambiaron esclavos en muchas de las ferias comerciales a lo largo del Río Bravo.[cita requerida] Después de la invasión de 1847-1848 por las tropas estadounidenses, los nativos californianos fueron esclavizados en el nuevo estado desde la creación del Estado en 1850 hasta 1867. La esclavitud india requirió la publicación de un bono por parte del esclavista. La esclavización se produjo a través de redadas y mediante una servidumbre de cuatro meses impuesta en 1846 como castigo por «vagancia» india.

## La esclavitud africana por parte de los indígenas
Algunas tribus nativas americanas poseían esclavos; de hecho, los indígenas de Norteamérica organizaron un comercio bien estructurado de adquisición, posesión para uso propio, transporte y venta de esclavos negros.  Las Cinco Tribus Civilizadas implementaron algunas de estas prácticas que vieron como beneficiosas; estaban trabajando para llevarse bien con los estadounidenses para mantener su territorio. Estas 5 tribus hicieron los mayores esfuerzos de todos los pueblos nativos americanos para asimilarse a la sociedad blanca. La adopción de la esclavitud fue uno de ellos.  Fueron los más receptivos a las presiones de los blancos para adoptar culturas europeas. Las presiones de los estadounidenses de Europa para que asimilaran, el cambio económico de pieles de venado, y los continuos intentos del gobierno por civilizar a las tribus nativas en el sur, los llevaron a adoptar una economía basada en la agricultura. La esclavitud en sí misma no era un concepto nuevo para los pueblos indígenas de América, ya que en los conflictos de las tribus entre nativos americanos a menudo se mantenían prisioneros de guerra, aunque estas capturas a menudo reemplazaban a los miembros asesinados de las tribus.  Las "versiones" de nativos americanos de la esclavitud antes del contacto europeo no se acercaron a la definición europea de esclavitud ya que los nativos americanos originalmente no distinguían entre grupos de personas por el color, sino más bien por las tradiciones.  Existen teorías contradictorias sobre qué causó el cambio entre la servidumbre tradicional de nativos americanos a la opresiva esclavización racializada que adoptaron las Cinco Tribus Civilizadas. Una teoría es que las tribus civilizadas adoptaron la esclavitud como medio para defenderse de la presión federal creyendo que les ayudaría a mantener sus tierras del sur.  Otra narrativa postula que los nativos americanos comenzaron a alimentar la creencia europea de que los africanos eran de alguna manera inferiores a los blancos y a sí mismos.

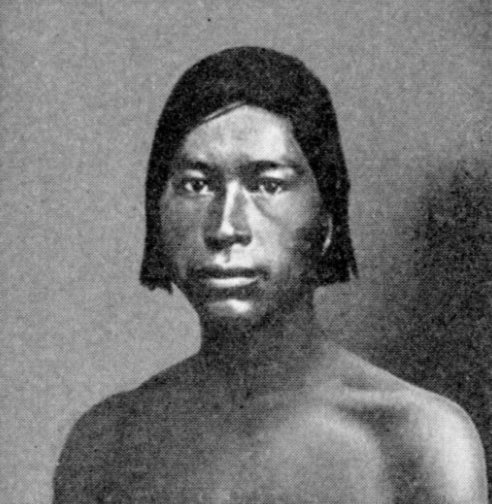
Joven guerrero chickasaw, perteneciente a las Cinco Tribus Civilizadas.

Algunas naciones indígenas como los chickasaw y los choctaw comenzaron a adoptar el concepto de que los cuerpos africanos eran propiedad, y equipararon la negritud a la inferioridad hereditaria.  En cualquier caso el sistema de clasificación racial y jerarquía tomó forma a medida que los europeos y euroamericanos buscaban subordinar y explotar las tierras, los cuerpos y el trabajo de los nativos estadounidenses y los africanos.  Ya sea estratégica o racialmente motivado, el comercio de esclavos promovió esclavos africanos propiedad de nativos que condujeron a nuevas relaciones de poder entre las sociedades nativas, elevando grupos como las Cinco Tribus Civilizadas al poder y sirviendo, irónicamente, para preservar el orden nativo. Estos mismos misioneros informaron que los esclavos nativos americanos eran amos brutales e indulgentes, a pesar de que las versiones de libertos indios daban diferentes versiones de que eran tratados relativamente bien sin un trato tiránico.
El primer registro del contacto entre africanos y nativos americanos ocurrió en abril de 1502, cuando los exploradores españoles trajeron un esclavo africano con ellos. A partir de entonces, los nativos americanos interactuaron con africanos esclavizados y afroestadounidenses de todas las maneras posibles; a principios de la época colonial, los nativos americanos eran esclavizados junto con los africanos, y ambos a menudo trabajaban con trabajadores contratados europeos.  «Trabajaron juntos, vivieron juntos en barrios comunales, produjeron recetas colectivas para la comida, compartieron remedios herbales, mitos y leyendas, y al final se casaron entre sí». Debido a que ambas razas no eran cristianas, los europeos las consideraban inferiores a ellos. Trabajaron para hacer enemigos de los dos grupos. En algunas áreas, los nativos americanos comenzaron a absorber lentamente la cultura blanca.

### Esclavitud en el territorio indio
En la década de 1830, las cinco tribus civilizadas fueron reubicadas, muchas de ellas a la fuerza en el territorio indio, más tarde, el estado de Oklahoma. El incidente se conoce como el Sendero de Lágrimas, y la institución de poseer esclavos africanos vino con ellos. De los 4.500 a 5.000 negros que formaron la clase de esclavos en el Territorio indio en 1839, la gran mayoría poseían mezcla de sangre.

## Asimilación o desplazamiento voluntario
Desde la presidencia de Thomas Jefferson, la política estadounidense en esta cuestión fue la de autorizar a los indios a permanecer en el este del Misisipi, siempre que fueran asimilados o «civilizados». El objetivo inicial de esta política era hacerlos abandonar su propia cultura, religión y formas de vida a favor de la cultura europea, de la religión cristiana y de un modo de vida sedentario agrícola. Jefferson confiaba en que, asimilándolos, y después de hacerlos abandonar su medios de vida tradicionales (cacería), los indios serían económicamente dependientes del comercio y del poder económico de los estadounidenses blancos, y que, de esta forma, estarían dispuestos a renunciar a sus tierras ancestrales a cambio de bienes materiales.

## Otras respuestas a la esclavitud de los africanos por los nativos estadounidenses
Las tensiones variaron entre afroestadounidenses y nativos estadounidenses en el sur, ya que cada nación lidió con una ideología diferente detrás de la esclavitud de los africanos. A fines de la década de 1700 y 1800, algunas naciones nativas de América dieron refugio a los esclavos fugitivos, mientras que otros tenían más probabilidades de capturarlos y devolverlos a sus amos blancos o incluso volver a esclavizarlos. Otros incorporaron a esclavos fugitivos en sus sociedades, a veces dando como resultado matrimonios mixtos entre los africanos y los nativos, que era un hecho común entre los creek y seminole. Aunque, algunos nativos estadounidenses pudieron haber tenido una fuerte aversión a la esclavitud, porque ellos también fueron vistos como un pueblo de una raza subordinada a los hombres blancos de descendencia europea, y que carecían del poder político para influir en la cultura racial que impregnaba el Sur no indio. No está claro si algunos esclavistas nativos estadounidensessimpatizaban con los esclavos afroestadounidenses como personas de color, la clase más que la raza puede ser un prisma más útil para ver a las personas de color. El trabajo misionero fue un método eficiente que usaban los Estados Unidos para convencer a los nativos americanos de que aceptaran los métodos de vida europeos. Los misioneros denunciaron vociferantemente que la expulsión de indios era cruel, opresiva y temían que tales acciones alejarían a los nativos americanos de la conversión.  Estos mismos misioneros informaron que los dueños de esclavos nativos estadounidenses eran jefes brutales, a pesar de que los relatos de liberados indios daban diferentes versiones de que eran tratados relativamente bien sin un trato tiránico.

## Guerra civil estadounidense

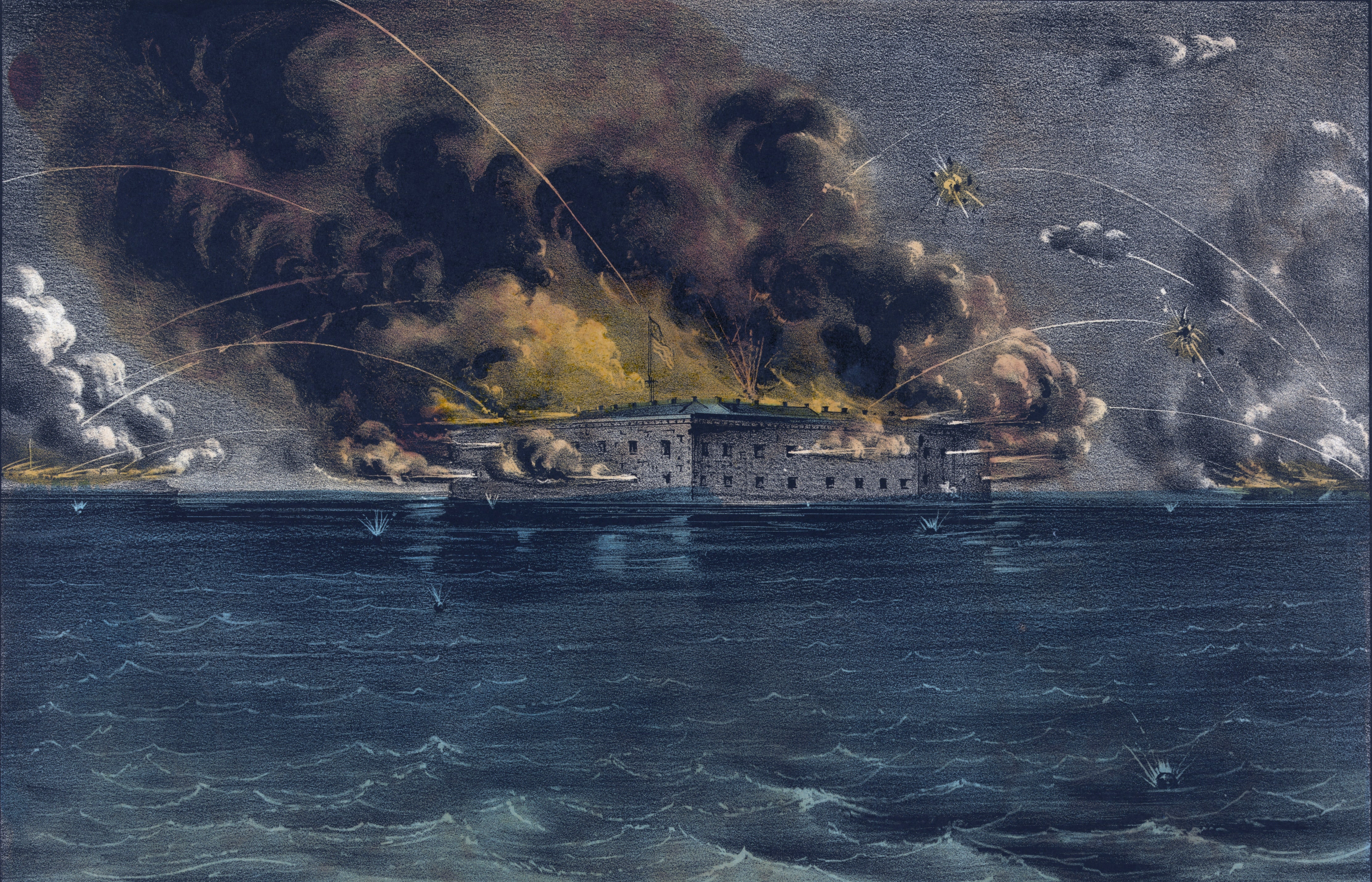
la Batalla de Fort Sumter fue un ataque confederado contra un fuerte estadounidense en Carolina del Sur en abril de 1861. Fue la batalla de apertura de la guerra.

La guerra civil estadunidense fue librada en Estados Unidos desde 1861 hasta 1865, como resultado de la larga controversia sobre la esclavitud, y con la declaración de secesión de los Estados Unidos por parte de siete estados sureños que formaron los Estados Confederados de América.
Los grupos tradicionalistas, como Pin Indians y la Four Mothers Society inter-tribale, fueron abiertos oponentes de la esclavitud durante la Guerra Civil.
Las Cinco Tribus Civilizadas se aliaron con los confederados durante la guerra civil estadounidense, en parte porque les molestaba que el gobierno de los Estados Unidos les hubiera forzado a salir del sudeste.  Los confederados sugirieron que podrían establecer un estado controlado por nativos estadounidenses si salían victoriosos, pero habían sido sus colonos los que en primer lugar habían impulsado anteriormente la deportación de los amerindios del sudeste, y esta promesa no se llegó a cumplir jamás.
La Proclamación de Emancipación permitió a los afroestadounidenses, tanto negros libres como esclavos huidos, unirse al ejército de la Unión. Alrededor de 190 000 se presentaron como voluntarios, incrementando aún más la diferencia de tamaño de los ejércitos en combate. Los confederados, por su parte, se negaron a aceptar a los negros libres en su ejército porque temía que eso deslegitimaría su política esclavista. Los esclavos emancipados lucharon en varias batallas importantes en los dos últimos años de guerra. Los inmigrantes europeos se unieron a la Unión en grandes cantidades también. El 23 % de los soldados de Estados Unidos eran de origen alemán.